# Tomoaki Makino
Tomoaki Makino (槙野 智章, Makino Tomoaki, Hiroshima, 11 mei 1987) is een Japans voetballer die als verdediger speelt bij Urawa Red Diamonds. Hij verruilde 1. FC Köln in januari 2013 voor Urawa Red Diamonds, dat hem in het voorgaande seizoen al huurde. Makino debuteerde in 2010 in het Japans voetbalelftal.

## Clubcarrière
Makino speelde tussen 2006 en 2011 voor Sanfrecce Hiroshima en Köln. Hij tekende in januari 2013 voor Urawa Red Diamonds, dat hem in het voorgaande seizoen al huurde.

## Interlandcarrière
Makino debuteerde in 2010 in het Japans nationaal elftal.

## Statistieken
| Japans voetbalelftal | Japans voetbalelftal | Japans voetbalelftal |
| Jaar                 | Wed.                 | Dlp.                 |
| -------------------- | -------------------- | -------------------- |
| 2010                 | 4                    | 0                    |
| 2011                 | 4                    | 0                    |
| 2012                 | 3                    | 1                    |
| 2013                 | 3                    | 0                    |
| 2014                 | 0                    | 0                    |
| 2015                 | 8                    | 1                    |
| 2016                 | 2                    | 0                    |
| 2017                 | 4                    | 1                    |
| 2018                 | 8                    | 1                    |
| 2019                 | 2                    | 0                    |
| Totaal               | 38                   | 4                    |